# Interprétation du Coran
L'interprétation du Coran est une pratique théologique islamique qui s'intéresse à l'explication des différents sens des versets coraniques. L'étude du Coran, possédant plus de 6 000 versets, a donné naissance aux études coraniques qui consistent non seulement en sa mémorisation mais aussi dans la connaissance des clés de lecture du texte et en son exégèse. Dalil Boubakeur, recteur de la Grande Mosquée de Paris, conseille : « Il faut des clefs du Coran, on n'entre pas dans son monde comme cela. » Parmi les disciplines constituant les sciences coraniques figurent l'ʼIʻrāb (analyse syntaxique des versets), le tabyîn (l’explicitation du sens « littéral »), ou encore le tafsir (exégèse ou interprétation).
Pour Viviane Liati, « le Coran n’est pas lisible en dehors d’une tradition, c’est-à-dire d’un ensemble d’écrits qui lui fournissent un contexte. » Ce contexte, présenté différemment selon les courants de l'islam ou les époques, a donné lieu à diverses méthodes d'interprétation du Coran. Il est à noter que l'interprétation du Coran, ici évoquée, est l’interprétation religieuse et  n'est pas une science au sens moderne du terme, à la différence de l'islamologie, discipline étudiant l'islam et le Coran avec les outils scientifiques. 

## Les quatre sens de l'Écriture
Plusieurs hadiths attestent l’existence des sens cachés sous la lettre de la Révélation et distinguent, symboliquement, quatre ou sept sens différents. Selon un hadith [réf. nécessaire]bien connu :

« Le Coran a une apparence extérieure [sic] et une profondeur cachée, un sens exotérique (tafsîr) et un sens ésotérique (ta’wîl) ; à son tour, ce sens ésotérique recèle un sens ésotérique (cette profondeur a une profondeur, à l’image des Sphères célestes emboîtées les unes dans les autres) ; ainsi de suite, jusqu’à sept sens ésotériques (sept profondeurs de profondeur cachée). »

## Différentes interprétations du Coran

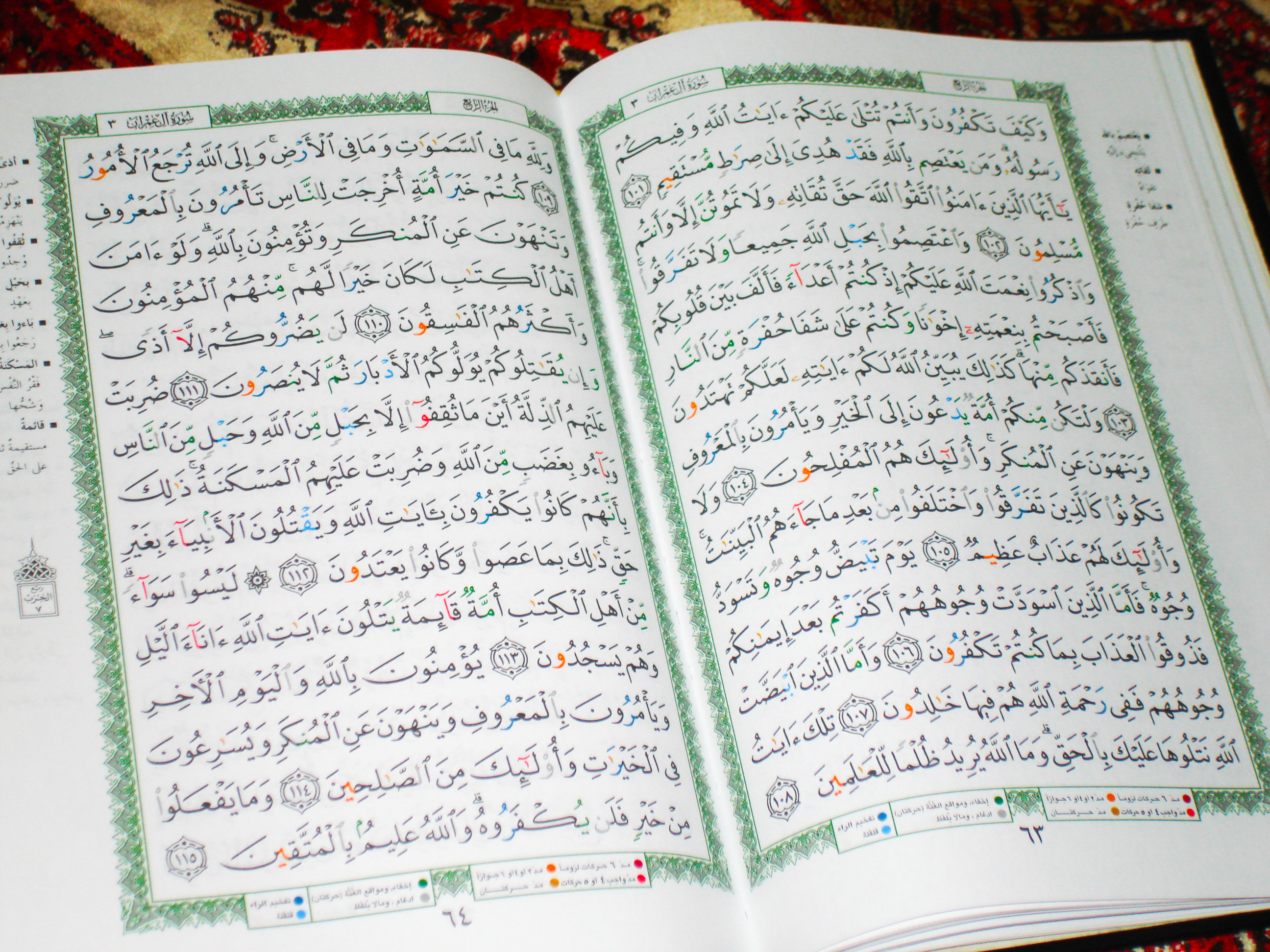
Un Coran avec lettre colorée afin de mettre en évidence les règles de Tajwid et faciliter la récitation.

Selon l'époque ou le courant de l'islam, le Coran fait l'objet de modes d'interprétation différents. Un même verset peut être interprété selon des modes d'interprétation variés. Ainsi, le verset dit de la lumière (verset 35, sourate 24) a fait l'objet d'une interprétation philosophique par Ibn Sīnā, d'une interprétation symbolique par Gazālī et une dernière souﬁe par Ibnʿ Arabī. Si toute exégèse islamique se base sur le Coran, Meir Bar-Asher cite, à son propos, les mots de Werenfels : « Chacun cherche à recueillir des dogmes du Livre saint, chacun y trouve ce qu'il y cherche ».
Les musulmans non-réformateurs considèrent que le Coran « ne légifère pas en fonction d’une époque ou d’une société donnée, mais en fonction de toutes les époques et de toutes les sociétés ». Pour Cuypers, « pendant des siècles, on a surtout répété les commentaires des premiers siècles, y ajoutant
peu de choses nouvelles ». Les mouvements fondamentalistes défendent aussi une décontextualisation du Coran dans « une interprétation atemporelle et anhistorique ». Cette interprétation fondamentaliste « peut être classée comme proche de l’exégèse traditionnelle », par le refus des sciences historiques et l'acceptation des traditions prophétiques mais innove dans la volonté de mener une exégèse thématique et dans l'approche politique. Pour Sambe Bakary, « En tout cas, en affirmant clairement que l’islam a deux sources canoniques (Coran et Sunna), dans son avant-propos, Viviane Liati privilégie une lecture particulière des faits islamiques, celle-là même que l’on reproche à ceux qu’elle appelle les « intégristes musulmans ».
Dans le monde chiite, s'appuyant sur un hadith prophétique, un principe est que seuls les imams (les descendants d'Ali) peuvent interpréter le Coran. Dans ce courant, « l'allégorie, la typologie et le vocabulaire ésotérique » sont prépondérants. Ainsi, ce courant comprend le récit du voyage nocturne comme une allégorie de l'élévation spirituelle auprès de Dieu.
Les mouvements mystiques, le soufisme, ont une approche symbolique du Coran. Les versets juridiques ou se voulant historiques sont compris comme une « réalité de l'ordre dans la voie spirituelle ». Ainsi, si la sortie d'Égypte et la montée du mont Sinaï sont acceptées comme événements extérieurs dans le soufisme, elles sont aussi l'image de la montée de l'âme vers la vérité divine. De même, les versets sur le combat sont compris comme un combat de l'homme contre ses « penchants passionnels ». Initialement chiite, cette exégèse se retrouve dans le courant sunnite dès le IIe siècle de l'Hégire. De nombreux versets du Coran font référence à une « compréhension intérieure du Livre ».
Certains musulmans prônent aujourd'hui une émancipation du tafsir traditionnel et l'acceptation des sciences modernes. Ce principe était déjà celui de Fakhr al-dîn al Râzi qui « incorporait à son tafsir les sciences de son temps ». Héritier du réformisme du XIXe siècle, ce courant peut être considéré comme « moderniste ». Pour celui-ci, il convient de se séparer des « représentations magiques d'un autre âge, comme la croyance dans les djinns ». Ce courant admet que le Coran était destiné à des arabes du VIIe siècle et qu'il est un témoin de leurs conceptions. Pour Cuypers, « Les grands centres de théologie musulmane, comme l’Université alAzhar, au Caire, restent cependant jusqu’à ce jour très méfiants à l’égard de ces méthodes modernes, jugées trop positivistes et désacralisantes, traitant leur objet comme n’importe quel autre objet des sciences humaines ».

## L'exégèse coranique sunnite
Le terme Tafsir désigne l’exégèse coranique exotérique (linguistique, théologique…). Plusieurs hadiths rapportent le besoin d'exégèse pour découvrir les différents sens du Coran mais aussi sur le texte coranique qui précise que le Coran contient des « versets clairs » et d'autres « ambigus » et qui possède des exemples d'exégèses au cœur même de son texte.
Dès les débuts de l'islam, certains compagnons de Mahomet prônent une exégèse du texte coranique ne prenant pas en compte des éléments extérieurs. La question de l'usage des traditions s'est rapidement posée et l'opinion majoritaire durant les trois premiers siècles est qu'une exégèse personnelle n'est pas valable, ce qui est a contrario, une preuve de l'existence d'un courant défendant ce point de vue.
Un des premiers aspects de l'exégèse coranique fut d'en fixer le texte. La science des Lectures (Qirâ’at) est une science coranique qui s’intéresse aux différentes variantes de lecture du Coran. Ces variantes diffèrent notamment en termes de vocalisations, fins de versets. Jusqu'au VIIIe siècle, cette science des lectures pouvait aller jusqu'à corriger le rasm pour le faire coller à l'« usage de l'arabe ». Tandis que le Coran gagne en précision, la science des Qirâ’at commence à juger les lectures sur la conformité aux rasm présents dans les manuscrits, sur la fiabilité de la transmission et sur le respect de la langue arabe. Ces règles seront systématisées à partir de la réforme d'Ibn Mujâhid. Le nombre de lectures du Coran évolua et « au Xe siècle, fut limité d'abord à sept, puis à dix, et enfin à quatorze ». La diffusion majoritaire aujourd'hui de la lecture dite de Hafs date du XVIe siècle et de l'empire Ottoman et est accentuée par l'impression d'une édition sur ordre du roi Fouad en 1923.
À partir du IIe siècle, une littérature exégétique doctrinale se met en place. Elle reflète alors « différents courants d'idées nés au fur et à mesure de la diffusion de la nouvelle religion ». Ces interrogations concernent l'essence de Dieu, la prédestination,... Plusieurs auteurs anciens ont déjà critiqué le tafsir, comme Ibn Khaldûn.